# Von Miller
Vonnie B'Vsean "Von" Miller (nacido el 26 de marzo de 1989) es un jugador profesional de fútbol americano estadounidense que juega en la posición de outside linebacker y actualmente milita en los Buffalo Bills de la National Football League (NFL).

## Biografía
Miller asistió a DeSoto High School en DeSoto, Texas, donde practicó fútbol americano y atletismo. En su año júnior, Miller consiguió 37 tackles y 7 sacks. En su último año como sénior, Miller fue nombrado MVP después de registrar 76 tackles y 6 sacks.
Tras su paso por el instituto, Miller recibió ofertas de becas de Florida, Misisipi, Oklahoma, Texas Tech y Texas A&M, decantándose por esta última.

## Carrera

### Denver Broncos
Miller fue seleccionado por los Denver Broncos en la primera ronda (puesto 2) del draft de 2011. Con ellos firmó un contrato de 4 años el 28 de julio de 2011. El acuerdo tenía un valor de $21 millones.
La selección de Miller sorprendió a algunos expertos. Denver cambió de una defensa 3-4 a una defensa 4-3, lo contrario a los puntos fuertes de Miller. El ex quarterback de los Broncos, John Elway, quien también es el vicepresidente ejecutivo de la franquicia, dijo: "Miller es el tipo de persona que viene bien tener alrededor de 10 años". Miller decidió usar el número 58 en honor a su ídolo, el linebacker de los Kansas City Chiefs y Salón de la Fama, Derrick Thomas.
Desde su llegada a Denver, Miller ha logrado 5 títulos de división consecutivos, 2 campeonatos de la AFC y ha llegado a dos Super Bowl (48 y 50) en tres años, perdiendo la primera frente a los Seattle Seahawks por 43-8 (en la cual se perdió los playoffs por lesión) y ganando la segunda frente a los Carolina Panthers por 24-10, en la cual fue seleccionado MVP tras su espectacular partido. En esta última, era la primera vez en la historia en la que se enfrentaban las dos primeras elecciones del draft: Cam Newton 1.º y Miller 2.º.
Tras su gran temporada con los Broncos en 2015, los Broncos decidieron ponerle la etiqueta de jugador franquicia el 1 de marzo de 2016, que hizo que Miller no pudiera negociar con ningún otro equipo. El 15 de julio, Miller renovó 6 años por $114.5 millones, con $70 millones garantizados, convirtiéndose en el defensor mejor pagado en la historia de la NFL.

## Estadísticas
|  | Campeón de la NFL |

### Temporada regular
| Temporada | Temporada | Temporada | Temporada | Tackles | Tackles | Tackles | Tackles | Intercepciones | Intercepciones | Intercepciones | Intercepciones | Fumbles | Fumbles |
| Año       | Equipo    | PJ        | PT        | TKL     | AST     | TOT     | SCK     | INT            | YDS            | LAR            | TD             | FOR     | FOR     |
| --------- | --------- | --------- | --------- | ------- | ------- | ------- | ------- | -------------- | -------------- | -------------- | -------------- | ------- | ------- |
| 2011-12   | Denver    | 15        | 15        | 50      | 14      | 64      | 11.5    | --             | --             | --             | --             | 2       | 2       |
| 2012-13   | Denver    | 16        | 16        | 55      | 13      | 68      | 18.5    | 1              | 26             | 26T            | 1              | 6       | 6       |
| 2013-14   | Denver    | 9         | 9         | 27      | 7       | 34      | 5.0     | --             | --             | --             | --             | 3       | 3       |
| 2014-15   | Denver    | 16        | 16        | 42      | 17      | 59      | 14.0    | --             | --             | --             | --             | 1       | 1       |
| 2015-16   | Denver    | 16        | 16        | 30      | 5       | 35      | 11.0    | --             | --             | --             | --             | 4       | 4       |
| 2016-17   | Denver    | 16        | 16        | 62      | 16      | 78      | 13.5    | --             | --             | --             | --             | 3       | 3       |
| Total     | Total     | 88        | 88        | 266     | 72      | 338     | 73.5    | 1              | 26             | 26T            | 1              | 19      | 19      |

### Playoffs
| 2012  | Denver | 2         | 2         | 3         | --        | --        | 1.0       | --        | --        | --        | --        | --        | --        |           |           |
| 2013  | Denver | 1         | 1         | 7         | 2         | 9         | 0.5       | --        | --        | --        | --        | --        | --        |           |           |
| 2014  | Denver | Lesionado | Lesionado | Lesionado | Lesionado | Lesionado | Lesionado | Lesionado | Lesionado | Lesionado | Lesionado | Lesionado | Lesionado | Lesionado | Lesionado |
| 2015  | Denver | 1         | 1         | 5         | 1         | 6         | --        | --        | --        | --        | --        | --        | --        |           |           |
| 2016  | Denver | 3         | 3         | 11        | 2         | 13        | 5.0       | 1         | 4         | 4         | --        | 2         | 2         |           |           |
| Total | Total  | 7         | 7         | 26        | 5         | 28        | 6.5       | 1         | 4         | 4         | 0         | 2         | 2         |           |           |